# Bortolo Eugenio Fina
Bortolo Eugenio Fina (Vicenza, 17 novembre 1896 – 17 novembre 1971) è stato un politico italiano, eletto nella I e II legislatura della Repubblica Italiana alla Camera.

## Biografia
Agricoltore vicentino, nel secondo dopoguerra è impegnato in politica con la Democrazia Cristiana. Viene eletto alla Camera dei deputati alle elezioni politiche del 1948, nella circoscrizione Verona-Padova-Vicenza-Rovigo. Conferma il proprio seggio a Montecitorio anche alle elezioni del 1953. In entrambe le legislature è membro della IX Commissione agricoltura, foreste e alimentazione. Conclude il mandato parlamentare nel 1958.
Muore il 17 novembre 1971, nel giorno del suo 75º compleanno.